# José Joaquim de Sousa (Governador de Timor)
José Joaquim de Sousa foi um administrador colonial português que exerceu o cargo de Governador no antigo território português subordinado à Índia Portuguesa de Timor-Leste entre 1800 e 1803, tendo sido antecedido por João Baptista Verquaim e sucedido por João Vicente Soares da Veiga.